# 単偶数
単偶数（、英: singly even number）または半偶数（）とは、4の倍数でない偶数である。すなわち単偶数は、2の倍数だが4の倍数ではない整数である。
単偶数（半偶数）に対して、4の倍数を複偶数（全偶数）という。

## 概説
単偶数は、 4n ± 2（n は整数）の形をしている。小さい順から十進表記で、6, 10, 14, 18, 22, 26, 30…と続く。
十進法では、−82, −38, 6, 10, 22, 54, 90, 138 などが単偶数で、−40, −16, 8, 12, 28, 64, 120 などが複偶数である。二進法では、下二桁が 00 になっていれば複偶数である。
位取りの底が複偶数であれば、一の位がどの数かで単偶数か複偶数かを判別できる。例えば、十二進法では 2, 6, A が、二十進法では 2, 6, A, E, I が一の位に来ていれば、その数は単偶数である。対して、十二進法では 0, 4, 8 が、二十進法では 0, 4, 8, C, G が一の位に来ていれば、その数は複偶数である。
複偶数にも類型があり、「奇数で割り切れない複偶数」と、「奇数で割り切れる複偶数」の二つに分かれる。小さい順から十進表記で、奇数で割り切れない複偶数は4, 8, 16, 32, 64…などの「2の累乗数」であり、奇数で割り切れる複偶数は12, 20, 24, 28, 36, 40, 44…などの「素因数分解すると"2p×奇数"で、pが2以上の数」となる。

## 性質

### 底に依存しない性質
以下、n は正の整数（自然数）であるとする。
- 単偶数は多冪数でない。また単偶数は2つの平方数の差で表すことはできない。しかし、2つの多冪数の差で表すことはできる[1]。
- 単偶数同士の和・差・積は4の倍数である[注 1]。例：14 + 6 = 20, 14 − 6 = 8, 14 × 6 = 84
- 三角数のうち単偶数であるのは 8n − 5 番目と 8n − 4 番目の三角数のみである。
- フィボナッチ数のうち単偶数であるのは 6n − 3 番目のフィボナッチ数のみである。
- 完全数かつ単偶数であるのは 6 のみである。

#### 単偶数進数での性質
- 底が単偶数のN進法では、2-nは小数点以下 n 桁の有限小数になる。例えば、1/4（= 2-2）は小数点以下二桁、1/8（= 2-3）は小数点以下三桁の有限小数になる。
- 「100÷4」の二桁整数abの冪数は、下二桁もabとなる。同じく、「100×3/4」の二桁整数cbの冪数は、下二桁が「100×3/4」と「100÷4」の二桁整数が交互に循環し、 cb→ab→cbの循環になる。
  - 例：十進法だと、25→625→15625…、75→5625→421875→31640625… の循環となる。
  - 例：六進法だと、13→213→3213…、43→3213→231043→15220213… の循環となる。
  - 例：十八進法だと、49→1249→51249…、D9→A249→7AC6D9→5C951249… の循環となる。
- 「(100×3/4)+1」の二桁整数deの冪数は、下二桁が常にdeとなる。同じく、「(100÷4)-1」の二桁整数fgの冪数は、下二桁が「(100÷4)-1」と「(100×3/4)+1」の二桁整数が交互に循環し、 fg→de→fgの循環になる。
  - 例：十進法だと、76→5776→438976…、24→576→13824→331776… の循環となる。
  - 例：六進法だと、44→3344→245344…、12→144→2212→30544… の循環となる。

#### 底に依存する性質
- 十進法では、全ての単偶数の下二桁は、

02, 06, 10, 14, 18, 22, 26, 30, 34, 38, 42, 46, 50, 54, 58, 62, 66, 70, 74, 78, 82, 86, 90, 94, 98
の 2510 通り（= 52）のいずれかである。
- 六進法では、全ての単偶数の下二桁は、

02, 10, 14, 22, 30, 34, 42, 50, 54
の 9 通り（= 136 通り = 32）のいずれかである。
- 十八進法では、全ての単偶数の下二桁は、

02, 06, 0A, 0E, 10, 14, 18, 1C, 1G, 22, 26 … GA, GE, H0, H4, H8, HC, HG
の8110 通り（= 4918 通り = 92 = 34）になる。
- 十二進法や二十進法は、底が複偶数で奇数の4倍であるため、1/8周である4510（3912 , 2520）の倍数は、一の位が0になるのは半周である18010（13012 , 9020）の倍数のみとなる。
  - 1/4周である9010の倍数のうち、単偶数は7612 , 4A20（いずれも9010）、1A612 , DA20（いずれも27010）というように一の位には底の1/2になる偶数が現れる。
  - 4510の倍数で、奇数はB312 , 6F20（いずれも13510）、16912 , B520（いずれも22510）、22312 , FF20（いずれも31510）というように、一の位には底の1/4か3/4になる奇数が現れる。
  - 一の位が0になる例として、1周である36010（26012 , I020）、1周半である54010（39012 , 17020）、2周である72010（50012 , 1G020）、2周半の90010（63012 , 25020）、3周の108010（76012 , 2E020）、3周半の126010（89012 , 33020）などが該当する。